# マダガスカルの空港の一覧
マダガスカルの空港の一覧を示す。

## 空港
| 都市                             | 州                 | ICAO | IATA | 空港名                                                              | 地理座標                                                           |
| -------------------------------- | ------------------ | ---- | ---- | ------------------------------------------------------------------- | ------------------------------------------------------------------ |
| 公共空港                         |                    |      |      |                                                                     |                                                                    |
| アンバンジャ                     | アンツィラナナ州   | FMNJ | IVA  | アンバンジャ空港                                                    | 南緯13度39分 東経048度28分 / 南緯13.650度 東経48.467度             |
| アンバラボー                     | フィアナランツァ州 | FMSA |      | アンバラボー空港 (Ambalavao Airport)                                | 南緯21度49分 東経046度55分 / 南緯21.817度 東経46.917度             |
| アンバトマンティ                 | マジュンガ州       |      | AMY  | アンバトマンティ空港                                                | 南緯17度41分 東経045度37分 / 南緯17.683度 東経45.617度             |
| アンバトゥンヂャザーカ           | トアマシナ州       | FMMZ | WAM  | アンバトゥンドゥラザッカ空港                                        | 南緯17度48分 東経048度26分 / 南緯17.800度 東経48.433度             |
| アンビルベ                       | アンツィラナナ州   | FMNE | AMB  | アンビルベ空港                                                      | 南緯13度11分18秒 東経048度59分17秒 / 南緯13.18833度 東経48.98806度 |
| アンボイジャナリー               | トアマシナ州       | FMMJ |      | アンボイジャナリー空港 (Ambohijanahary Airport)                     | 南緯17度28分 東経048度19分 / 南緯17.467度 東経48.317度             |
| アンパンパメナ (Ampampamena)     | アンツィラナナ州   | FMNZ |      | アンパンパメナ空港                                                  | 南緯13度29分05秒 東経048度37分58秒 / 南緯13.48472度 東経48.63278度 |
| アンパニヒ                       | トゥリアラ州       | FMSY | AMP  | アンパニヒ空港                                                      | 南緯24度41分59秒 東経044度44分03秒 / 南緯24.69972度 東経44.73417度 |
| アンパラファラヴォラ             | トアマシナ州       | FMMP |      | アンパラファラヴォラ空港 (Amparafaravola Airport)                   | 南緯17度39分 東経048度13分 / 南緯17.650度 東経48.217度             |
| アナララバ                       | マジュンガ州       | FMNL | HVA  | アナララバ空港                                                      | 南緯14度37分47秒 東経047度45分50秒 / 南緯14.62972度 東経47.76389度 |
| アンダパ                         | アンツィラナナ州   | FMND | ZWA  | アンダパ空港 (Andapa Airport)                                       | 南緯14度39分06秒 東経049度37分14秒 / 南緯14.65167度 東経49.62056度 |
| アンダヴァドアカ                 | トゥリアラ州       |      | DVD  | アンダヴァドアカ空港                                                | 南緯22度06分40秒 東経043度16分14秒 / 南緯22.11111度 東経43.27056度 |
| アンカヴァンドラ                 | トゥリアラ州       | FMMK | JVA  | アンカヴァンドラ空港                                                | 南緯18度48分 東経045度17分 / 南緯18.800度 東経45.283度             |
| アンカズアブ                     | トゥリアラ州       | FMSZ | WAK  | アンカズアブ空港 (Ankazoabo Airport)                                | 南緯22度17分45秒 東経044度31分52秒 / 南緯22.29583度 東経44.53111度 |
| アンタラハ                       | アンツィラナナ州   | FMNH | ANM  | アントサイラバト空港                                                | 南緯14度59分58秒 東経050度19分13秒 / 南緯14.99944度 東経50.32028度 |
| アンタナナリボ                   | アンタナナリボ州   | FMMI | TNR  | イヴァト空港                                                        | 南緯18度47分49秒 東経047度28分44秒 / 南緯18.79694度 東経47.47889度 |
| アンサロヴァ                     | マジュンガ州       | FMMG | WAQ  | アンサロヴァ空港                                                    | 南緯18度42分 東経044度37分 / 南緯18.700度 東経44.617度             |
| アンツィラベ                     | アンタナナリボ州   | FMME | ATJ  | アンツィラベ空港 (Antsirabe Airport)                                | 南緯19度50分13秒 東経047度03分55秒 / 南緯19.83694度 東経47.06528度 |
| アンツィラナナ                   | アンツィラナナ州   | FMNA | DIE  | アッラチャート空港                                                  | 南緯12度20分58秒 東経049度17分30秒 / 南緯12.34944度 東経49.29167度 |
| アンツヒヒ                       | マジュンガ州       | FMNW | WAI  | アンバラベ空港                                                      | 南緯14度53分55秒 東経047度59分38秒 / 南緯14.89861度 東経47.99389度 |
| ボアナナ                         | マジュンガ州       |      | WBE  | アンカイジナ空港 (Ankaizina Airport)                                | 南緯14度32分 東経048度42分 / 南緯14.533度 東経48.700度             |
| ベキリ                           | トゥリアラ州       | FMSL | OVA  | ベキリ空港 (Bekily Airport)                                         | 南緯24度14分10秒 東経045度18分18秒 / 南緯24.23611度 東経45.30500度 |
| ベロ＝ツィリビヒナ               | トゥリアラ州       | FMML | BMD  | ベロ＝ツィリビヒナ空港                                              | 南緯19度41分12秒 東経044度32分31秒 / 南緯19.68667度 東経44.54194度 |
| ベファンドリアーナ＝アヴァラトラ | マジュンガ州       | FMNF | WBD  | ベファンドリアーナ＝アヴァラトラ空港 (Befandriana-Avaratra Airport) | 南緯15度12分 東経048度29分 / 南緯15.200度 東経48.483度             |
| ベルルハ                         | トゥリアラ州       | FMSB | WBO  | アントソア空港 (Antsoa Airport)                                     | 南緯21度36分 東経045度08分 / 南緯21.600度 東経45.133度             |
| ベサランピ                       | マジュンガ州       | FMNQ | BPY  | ベサランピ空港                                                      | 南緯16度44分31秒 東経044度28分53秒 / 南緯16.74194度 東経44.48139度 |
| ベティウキ                       | トゥリアラ州       | FMSV | BKU  | ベティウキ空港 (Betioky Airport)                                    | 南緯23度44分 東経044度23分 / 南緯23.733度 東経44.383度             |
| ベトルカ                         | トゥリアラ州       | FMSE |      | ベトルカ空港 (Betroka Airport)                                      | 南緯23度16分 東経046度08分 / 南緯23.267度 東経46.133度             |
| ドアニー                         | アンツィラナナ州   |      | DOA  | ドアニー空港 (Doany Airport)                                        | 南緯14度22分05秒 東経049度30分39秒 / 南緯14.36806度 東経49.51083度 |
| ファラファンガナ                 | フィアナランツァ州 | FMSG | RVA  | ファラファンガナ空港                                                | 南緯22度48分19秒 東経047度49分14秒 / 南緯22.80528度 東経47.82056度 |
| フィアナランツォア               | フィアナランツァ州 | FMSF | WFI  | フィアナランツォア空港                                              | 南緯21度26分30秒 東経047度06分42秒 / 南緯21.44167度 東経47.11167度 |
| イフシ                           | フィアナランツァ州 | FMSI | IHO  | イフシ空港 (Ihosy Airport)                                          | 南緯22度24分23秒 東経046度10分00秒 / 南緯22.40639度 東経46.16667度 |
| イラカ＝エスト (Ilaka-Est)       | トアマシナ州       | FMMQ | ILK  | イラカ＝エスト空港 (Ilaka-Est Airport) (Atsinanana Airport)         | 南緯19度35分 東経048度48分 / 南緯19.583度 東経48.800度             |
| マジュンガ (Majunga)             | マジュンガ州       | FMNM | MJN  | アンボロヴィ空港 (Philibert Tsiranana Airport)                      | 南緯15度40分02秒 東経046度21分07秒 / 南緯15.66722度 東経46.35194度 |
| マハノロ                         | トアマシナ州       | FMMH | VVB  | マハノロ空港 (Mahanoro Airport)                                     | 南緯19度50分 東経048度48分 / 南緯19.833度 東経48.800度             |
| メインティラーノ                 | マジュンガ州       | FMMO | MXT  | メインティラーノ空港                                                | 南緯18度03分01秒 東経044度02分00秒 / 南緯18.05028度 東経44.03333度 |
| マラインバンディー               | トゥリアラ州       | FMMC | WML  | マラインバンディー空港 (Malaimbandy Airport)                        | 南緯20度21分 東経045度33分 / 南緯20.350度 東経45.550度             |
| マンピコニ                       | マジュンガ州       | FMNP | WMP  | マンピコニ空港                                                      | 南緯16度03分 東経047度37分 / 南緯16.050度 東経47.617度             |
| マナカラ                         | フィアナランツァ州 | FMSK | WVK  | マナカラ空港                                                        | 南緯22度07分11秒 東経048度01分18秒 / 南緯22.11972度 東経48.02167度 |
| マナナラ・ノルド                 | トアマシナ州       | FMNC | WMR  | マナナラ・ノルド空港                                                | 南緯16度09分50秒 東経049度46分26秒 / 南緯16.16389度 東経49.77389度 |
| マナンジャリー                   | フィアナランツァ州 | FMSM | MNJ  | マナンジャリー空港                                                  | 南緯21度12分06秒 東経048度21分30秒 / 南緯21.20167度 東経48.35833度 |
| マンダベ                         | トゥリアラ州       | FMSC | WMD  | マンダベ空港 (Mandabe Airport)                                      | 南緯21度02分 東経044度57分 / 南緯21.033度 東経44.950度             |
| マンドリツァラ                   | マジュンガ州       | FMNX | WMA  | マンドリツァラ空港                                                  | 南緯15度50分 東経048度50分 / 南緯15.833度 東経48.833度             |
| マンジャ                         | トゥリアラ州       | FMSJ | MJA  | マンジャ空港                                                        | 南緯21度25分33秒 東経044度18分55秒 / 南緯21.42583度 東経44.31528度 |
| マルアンツェトラ                 | トアマシナ州       | FMNR | WMN  | マルアンツェトラ空港                                                | 南緯15度26分12秒 東経049度41分18秒 / 南緯15.43667度 東経49.68833度 |
| ミアンドリバズ                   | トゥリアラ州       | FMMN | ZVA  | ミアンドリバズ空港                                                  | 南緯19度33分46秒 東経045度27分03秒 / 南緯19.56278度 東経45.45083度 |
| ムラフェヌベ                     | マジュンガ州       | FMMR | TVA  | ムラフェヌベ空港                                                    | 南緯17度51分 東経044度55分 / 南緯17.850度 東経44.917度             |
| ムルンベ                         | トゥリアラ州       | FMSR | MXM  | ムルンベ空港                                                        | 南緯21度45分14秒 東経043度22分32秒 / 南緯21.75389度 東経43.37556度 |
| モロンダバ                       | トゥリアラ州       | FMMV | MOQ  | モロンダバ空港                                                      | 南緯20度17分05秒 東経044度19分03秒 / 南緯20.28472度 東経44.31750度 |
| ノシ・ベ (Nossi-bé)              | アンツィラナナ州   | FMNN | NOS  | ファシネ空港                                                        | 南緯13度18分43秒 東経048度18分53秒 / 南緯13.31194度 東経48.31472度 |
| ポート・ベルジェ                 | マジュンガ州       | FMNG | WPB  | ポート・ベルジェ空港                                                | 南緯15度35分 東経047度37分 / 南緯15.583度 東経47.617度             |
| サント・マリー島                 | トアマシナ州       | FMMS | SMS  | サント・マリー空港                                                  | 南緯17度05分38秒 東経049度48分57秒 / 南緯17.09389度 東経49.81583度 |
| サンバヴァ                       | アンツィラナナ州   | FMNS | SVB  | サンバヴァ空港                                                      | 南緯14度16分43秒 東経050度10分29秒 / 南緯14.27861度 東経50.17472度 |
| スアララ                         | マジュンガ州       | FMNO | DWB  | スアララ空港                                                        | 南緯16度06分03秒 東経045度21分24秒 / 南緯16.10083度 東経45.35667度 |
| タンブフラヌ                     | マジュンガ州       | FMMU | WTA  | タンブフラヌ空港                                                    | 南緯17度28分34秒 東経043度58分22秒 / 南緯17.47611度 東経43.97278度 |
| タナンダヴァ                     | トゥリアラ州       | FMSN | TDV  | サマンゴキー空港 (Samangoky Airport)                                | 南緯21度42分 東経043度44分 / 南緯21.700度 東経43.733度             |
| トゥアマシナ (Tamatave)          | トアマシナ州       | FMMT | TMM  | トゥアマシナ空港                                                    | 南緯18度06分34秒 東経049度23分33秒 / 南緯18.10944度 東経49.39250度 |
| トラニャロ (Tolagnaro)           | トゥリアラ州       | FMSD | FTU  | トラニャロ空港 (Marillac Airport)                                   | 南緯25度02分17秒 東経046度57分22秒 / 南緯25.03806度 東経46.95611度 |
| トゥリアラ (Tulear)              | トゥリアラ州       | FMST | TLE  | トゥリアラ空港                                                      | 南緯23度23分00秒 東経043度43分42秒 / 南緯23.38333度 東経43.72833度 |
| ツァラタナナ                     | マジュンガ州       | FMNT | TTS  | ツァラタナナ空港                                                    | 南緯16度45分 東経047度37分 / 南緯16.750度 東経47.617度             |
| ツィルアヌマンディディ           | アンタナナリボ州   | FMMX | WTS  | ツィルアヌマンディディ空港                                          | 南緯18度45分 東経046度03分 / 南緯18.750度 東経46.050度             |
| バンゲーンドラヌ                 | フィアナランツァ州 | FMSU |      | バンゲーンドラヌ空港 (Vangaindrano Airport)                         | 南緯23度21分06秒 東経047度34分44秒 / 南緯23.35167度 東経47.57889度 |
| バトゥマンドリ                   | トアマシナ州       | FMMY | VAT  | バトゥマンドリ空港 (Vatomandry Airport)                             | 南緯19度23分 東経048度57分 / 南緯19.383度 東経48.950度             |
| ヴォヒマル (Vohimarina)          | アンツィラナナ州   | FMNV | VOH  | ヴォヒマル空港                                                      | 南緯13度22分33秒 東経050度00分10秒 / 南緯13.37583度 東経50.00278度 |
| 軍用飛行場                       |                    |      |      |                                                                     |                                                                    |
| アンツィラナナ                   | アンツィラナナ州   | FMNK |      | アンドラカカ海軍航空基地 (Andrakaka Navy Field)                     | 南緯12度15分12秒 東経049度15分12秒 / 南緯12.25333度 東経49.25333度 |
| アリヴォニマモ                   | アンタナナリボ州   | FMMA |      | アリヴォニマモ空軍基地                                              | 南緯19度01分44秒 東経047度10分19秒 / 南緯19.02889度 東経47.17194度 |